# 56 (număr)
56 (cincizeci și șase, pronunțat în tempo rapid și cinzeci și șase) este numărul natural care urmează după 55 și precede pe 57.

## În matematică
56 este:
- Un număr abundent.[3][4]
- Suma primelor șase numere triunghiulare (făcându-l un număr tetraedric).[5]
- Numărul de moduri de a alege 3 obiecte din 8 sau 5 obiecte din 8, dacă ordinea nu contează.
- Suma a șase numere prime consecutive (3 + 5 + 7 + 11 + 13 + 17).
- Un număr tetranacci[6] și un număr rectangular.[7]
- Suma sumelor divizorilor primelor 8 numere întregi pozitive.
- Un număr semiperfect, deoarece 56 = 28 + 28, care este un număr perfect.
- Un număr de partiție - numărul de moduri distincte, 11, în care poate fi reprezentat ca suma numerelor naturale.
- Un număr Erdős-Woods.[8]
- Un număr platonic.[9]
- Un număr practic.[10][11]
- Un număr refactorabil [12][13]
- Un număr rotund.[14][15]
- Este un număr Størmer.[16][17]
- Singurul număr cunoscut n astfel încât φ(n − 1)σ(n − 1) = φ(n)σ(n) = φ(n + 1)σ(n + 1), unde  φ(m) este indicatorul lui Euler și σ(n) este suma funcției divizor.[18]

## În știință
- Este numărul atomic al bariului.
- La om, receptorii olfactivi sunt clasificați în 56 de familii.
- 56 de biți are o cheie Data Encryption Standard.

### Astronomie
- NGC 56 este un obiect ceresc din New General Catalogue, din constelația Peștii.
- Messier 56 este un roi globular din constelația Lira.
- 56 Melete este o planetă minoră.

## În religie
- Numărul de oameni din Netofa, la recensământul israeliților care s-au întors din robie în Israel, conform Ezra 2:22.

## Alte domenii
- Simbolul Revoluției Ungare din 1956.
- Numărul de oameni care au semnat Declarația de independență a Statelor Unite ale Americii în 1776.
- Mai multe autostrăzi au acest număr (ca de ex. drumul european E56; Alberta Highway 56, A56 road).
- Codul pentru apelurile telefonice internaționale directe către Chile.
- Viteza maximă de transmitere a datelor analogice printr-un POTS (plain old telephone service) în secolul al XX-lea a fost de 56 kbit/s.
- Elvis '56, un CD  Elvis Presley.
- Flatfoot 56, o trupă de punk rock creștin
- Nasser 56, film documentar egiptean
- Numărul mașinii lui Ray Peyton, Jr. (Breckin Meyer) în filmul Mașina buclucașă (Herbie: Fully Loaded).
- Este codul de țară UIC al Slovaciei.[19]